# تزویج خازنی
تزویج خازنی یا کوپلاژ خازنی انتقال انرژی در یک شبکه الکتریکی یا بین شبکه‌های مجزا با عمل جابجایی جریان بین گره‌های مدار (ها) است که ناشی از میدان الکتریکی است. این تزویج می‌تواند اثر عمدی یا تصادفی داشته باشد.  در ساده‌ترین پیاده‌سازی آن، تزویج خازنی با قرار دادن یک خازن بین دو گره حاصل می‌شود. که به این خازن، خازن تزویج یا خازن کوپلاژ گفته می‌شود. خازن تزویج، خازنی است که اجازه‌ی گذشتن سیگنال متناوب را از مداری به مدار دیگر می‌دهد ولی مانع عبور سیگنال دی‌سی می‌شود. در تقویت‌کننده‌های ترانزیستوری خازن‌های کوپلاژ به صورت سری بین طبقه‌های مختلف تقویت‌کننده و بار جای می‌گیرند و مانع اعمال ولتاژ دی‌سی طبقه‌ی پایین‌تر به بیس ترانزیستور طبقه‌ی بالاتر یا به بار می‌شوند. این خازن‌ها معمولاً طوری در نظر گرفته می‌شوند که میزان افت ولتاژ در فرکانس سیگنال ای‌سی ناچیز باشد.

## نحوه‌ی عملکرد
مقاومت خازنی (راکتانس) با فرکانس رابطه‌ی معکوس دارد و به‌صورت زیر محاسبه می‌شود:
{\displaystyle X_{C}={\frac {1}{2\pi fC}}}
- C: ظرفیت خازن،
- f: فرکانس،
- Xc: راکتانس خازن

با توجه به این رابطه مقدار مقاومت خازنی در ولتاژ دی‌سی (f=۰) بسیار زیاد است و خازن مانند مدار باز عمل می‌کند. اما با افزایش فرکانس راکتانس کاهش می‌یابد و خازن رفته‌رفته به حالت اتصال‌کوتاه نزدیک می‌شود.